# Свинчук Олег Анатолійович
Олег Анатолійович Свинчук (12 вересня 1993, с. Бережці (нині у складі Вишнівської ОТГ) Любомльського району Волинської області — 8 березня 2022, район селища Макарів, Київська область) — солдат 14-тої окремої механізованої бригади Збройних сил України, учасник російсько-української війни, Герой України (посмертно).

## Життєпис
Олег Свинчук народився 12 вересня 1993 року в с. Бережці (нині у складі Вишнівської ОТГ) Любомльського району Волинської області. У 2011 році закінчив Римачівську загальноосвітню школу I—III ступенів. У 22-річному віці пішов до лав Збройних Сил України, де проходив строкову службу з 25 червня 2015 року по 24 листопада 2016 року.
25 березня 2021 року підписав контракт на проходження військової служби. Служив танкістом у 14-тій окремій механізованій бригаді. Під час вторгнення Росії в Україну героїчно виконував свій обов'язок на північних рубежах України у бою проти переважаючих сил росіян.

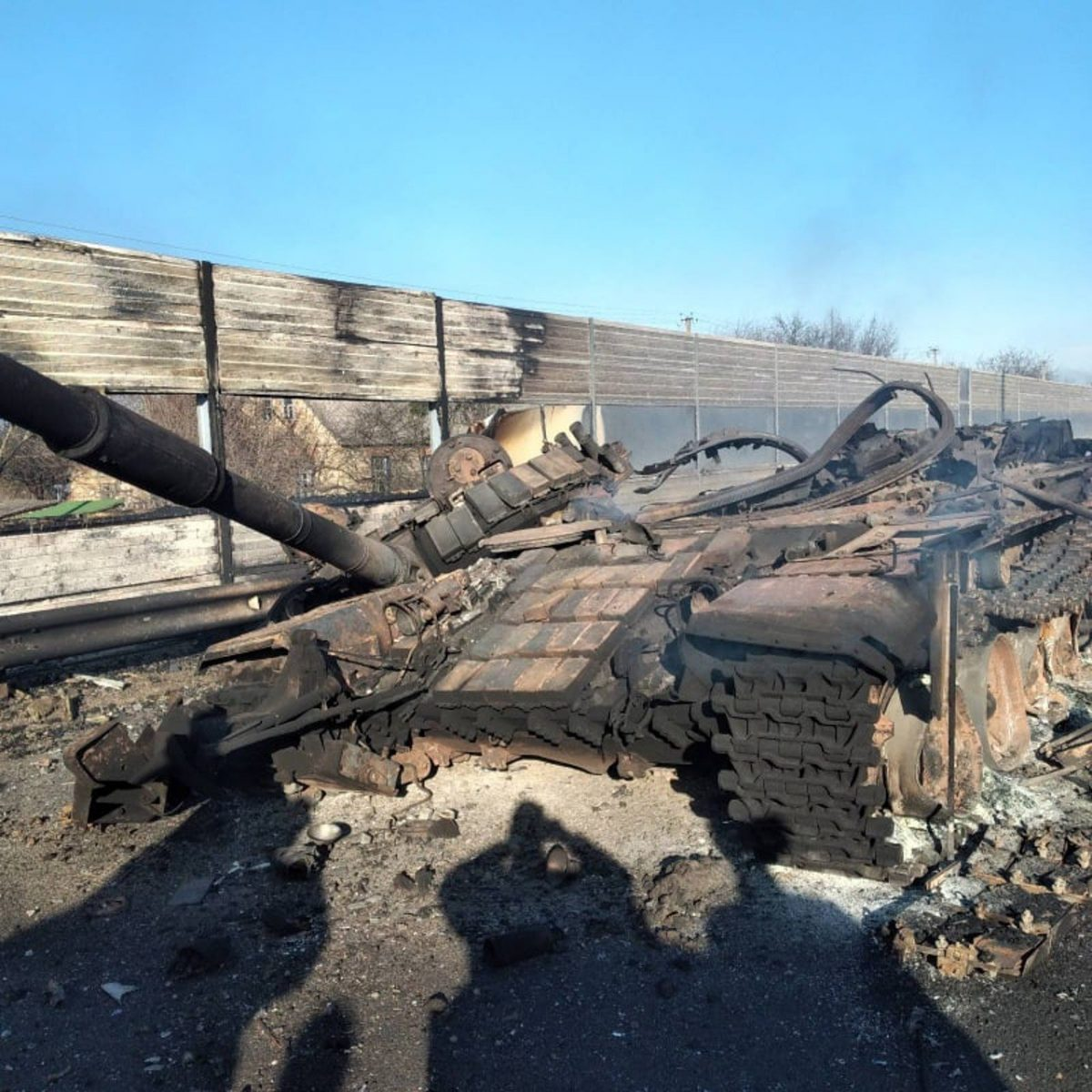
Згорілий російський танк Т-72 підбитий танкістами 14-тої окремої механізованої бригади імені князя Романа Великого у бою за визволення від російських окупантів селища Макарів Київської області

8 березня 2022 року три танкові екіпажі 14-ї окремої механізованої бригади брали участь у бою за визволення від російських окупантів селища Макарів Київської області. З першого пострілу танкістам під командуванням Сергія Васіча вдалося підбити головну машину, інші два танки підтримали вогнем. Одна за одною ворожі машини спалахували від влучних пострілів. Піхота почала розбігатися, згодом вони виявили позицію наших танкістів, викликали артилерію. Маневруючи, наші танкісти нищили ворога. Танк старшого сержанта Васіча зайшов противнику у фланг і почав вести вогонь осколково-фугасними снарядами, викурюючи піхоту. Разом три українські танкові екіпажі у бою знищили шість одиниць ворожої техніки та значну кількість живої сили ворога. Так, ворога було відкинуто і зрештою під час контрнаступу українські війська визволили від окупантів важливий населений пункт Київщини — селище міського типу Макарів. Однак, ворожа протитанкова керована ракета влучила в український танк Т-64БВ: здетонував боєкомплект та зірвало башту. Екіпаж у складі командира старшого сержанта Сергій Васіча, солдата Олега Свинчука та старшого солдата Віталія Пархомука загинув у бою.
Станом на 9 березня 2022 року 14 ОМБр вирішувала питання доставки тіла загиблого на Волинь, тому про дату і час поховання Олега буде повідомлено додатково.
Похований 6 вересня 2023 році в селищі Бережці.

## Родина
Найменший син у багатодітній родині, не одружений, дітей не мав.

## Нагороди
- звання «Герой України» з удостоєнням ордена «Золота Зірка» (2022, посмертно) — за особисту мужність і героїзм, виявлені у захисті державного суверенітету та територіальної цілісності України, вірність військовій присязі.